# Balatonboglári Kápolnaműterem
A Balatonboglári Kápolnaműterem a 70-es évek magyar neoavantgard művészetének egyik legismertebb kiállítóhelye volt. A műemléki védelem alatt álló, neogót stílusú, szakrális építményt Kék kápolnának is hívják, festése miatt, megkülönböztetésül a közelben lévő másik, ún. Vörös kápolnától.

## Története
A temetőkápolnát a helyi földbirtokos Körmendy Lajos építtette 1893-ban. Balatonboglárnak 1932-ig, a nagytemplom megépítéséig nem volt temploma, így addig ez a kápolna szolgált a helybeli katolikusok számára felszentelt egyházként. A nagytemplom megépítése, majd az új temető megnyitása után a régi elhagyatottá vált, sírjait és a kápolnát benőtte a gaz.
1966-ban Galántai György képzőművész talált rá a bozóttal körbenőtt, teljesen elhanyagolt, kifosztott, megrongált kápolnára. 1968-ban a helyi plébános segítségével 15 évre kibérelte az egyháztól, rendbehozta és műtermet alakított ki benne, mely azután 1970-től 1973 nyár végéig, hatósági bezáratásáig „Kápolnatárlat” néven underground kiállítási helyszínként működött, ahol nyaranta koncerteket, előadásokat, filmvetítéseket, alternatív heppeningeket és performanszokat is rendeztek, jelentős mértékben hozzájárulva ezzel azoknak a progresszív művészeti irányzatoknak a szárba szökkenéséhez és fennmaradásához, amelyeket a 70-es, 80-as évek aczéli kultúrpolitikája a perifériára szorított. A Képzőművészeti Lektorátus által zsűrizetlen, tehát illegálisnak minősülő kiállításokon olyan művészek mutatkoztak be, mint Erdély Miklós, Jovánovics György, Maurer Dóra, Hajas Tibor, Halász Péter és színháza, Szentjóby Tamás, Méhes László, Bak Imre, Nádler István, Türk Péter, Najmányi László, Baksa-Soós János, Bódy Gábor, Pauer Gyula, Prutkay Péter, Perneczky Géza, Pinczehelyi Sándor, Szkárosi Endre, Szeift Béla és Tandori Dezső.
A kápolnadombi szabadság nem tartott sokáig. A heppeningek hamar szemet szúrtak a pártállamnak. A hatóságok a rendszer- és társadalomellenesnek minősített kiállításokat, rendezvényeket egy idő után igyekeztek minden eszközzel ellehetetleníteni, végül 1973 augusztusában, vélt vagy valós botrányokra hivatkozva Galántai szerződését felbontották, a művészt pedig kilakoltatták a kápolnából, amit azután bezártak. Később az épület állami kezelésbe került.
A Kék kápolna és környezete 2012‒13-ban ismét megújult. Az egykori temetőkert manapság Szt. Erzsébet Emlékpark néven várja a látogatókat, akik szép sétákat tehetnek itt, gyönyörködhetnek a balatoni panorámában, a kápolna pedig nyaranta újra képzőművészeti kiállításoknak ad otthont. Persze ez az egész már csak „látványpékség” ‒ a 70-es évek elejének életérzésére, a szabadság hangulatára, az állam és egyház hatalmától független egykori autonóm művészi törekvésekre ma már semmi nem emlékeztet.

## Említése a szépirodalomban és filmen
Bertha Bulcsu A kenguru c. regényének főhőse, Varjú István fiatal TEFU-sofőr felvesz a kocsijába egy stoppos lányt, aki azt indítványozza a fiúnak, hogy hivatalos úti célja, a paksi atomerőmű-építkezés helyett inkább Boglárra menjenek, mert „ott a Balcsi” és a kápolna, amely „valamilyen művész fejeké, de mindenkit beengednek” és „valami jó kis balhé is van ott”. A sofőr erre természetesen nem hajlandó (szocialista öntudat!), az viszont érdekes, hogy a felvetés egyáltalán elhangozhatott a regényből készült filmben is, noha a forgatás idején (1975 nyara) a kápolnát már bezáratták, a rá való hivatkozásokat cenzúrázták, Galántait és körét a BM megfigyelés alatt tartotta.